# Kwiat pręcikowy

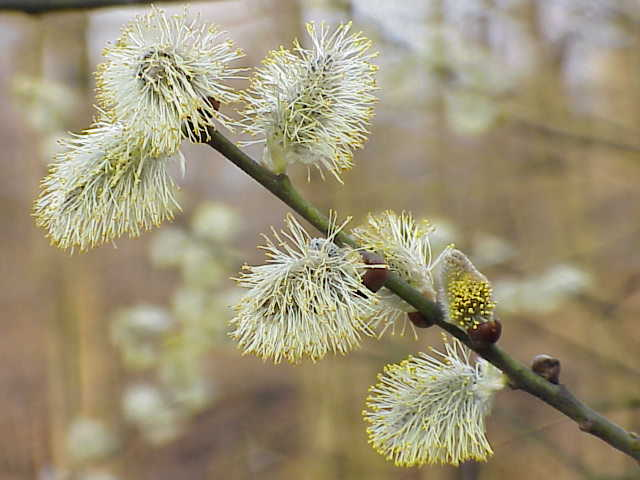
Kwiatostany męskie (kotki) u wierzby iwy

Kwiat pręcikowy, kwiat męski – kwiat zawierający tylko pręciki, nieposiadający natomiast słupków. Oddzielne kwiaty męskie i kwiaty żeńskie występują u niektórych gatunków roślin nasiennych. Kwiaty pręcikowe mogą występować na jednej roślinie wspólnie z kwiatami słupkowymi, wówczas mówimy o jednopienności, a rośliny takie nazywamy roślinami jednopiennymi. Jeżeli w obrębie jednego gatunku na jednym osobniku występują wyłącznie kwiaty słupkowe, a na innym kwiaty pręcikowe, wówczas mówimy o dwupienności, a rośliny takie nazywamy roślinami dwupiennymi. Często kwiaty męskie tworzą kwiatostany. Kwiaty męskie wytwarzają pyłek. Aby mógł on dokonać zapylenia kwiatów żeńskich, musi zostać na nie przeniesiony, np. za pomocą wiatru (anemogamia), zwierząt (zoogamia) lub wody (hydrogamia). Po przekwitnięciu kwiaty pręcikowe obumierają.
Występowanie oddzielnie kwiatów żeńskich i męskich (a zwłaszcza dwupienność), może być jednym z mechanizmów obronnych przed niekorzystnym dla większości roślin samozapyleniem.